# 海斯·琼斯
海斯·琼斯（英語：Hayes Jones，1938年8月4日—），美国男子田径运动员。他曾代表美国参加1960年和1964年夏季奥林匹克运动会田径比赛，共获得一枚金牌和一枚铜牌。